# 勒妮·加里耶

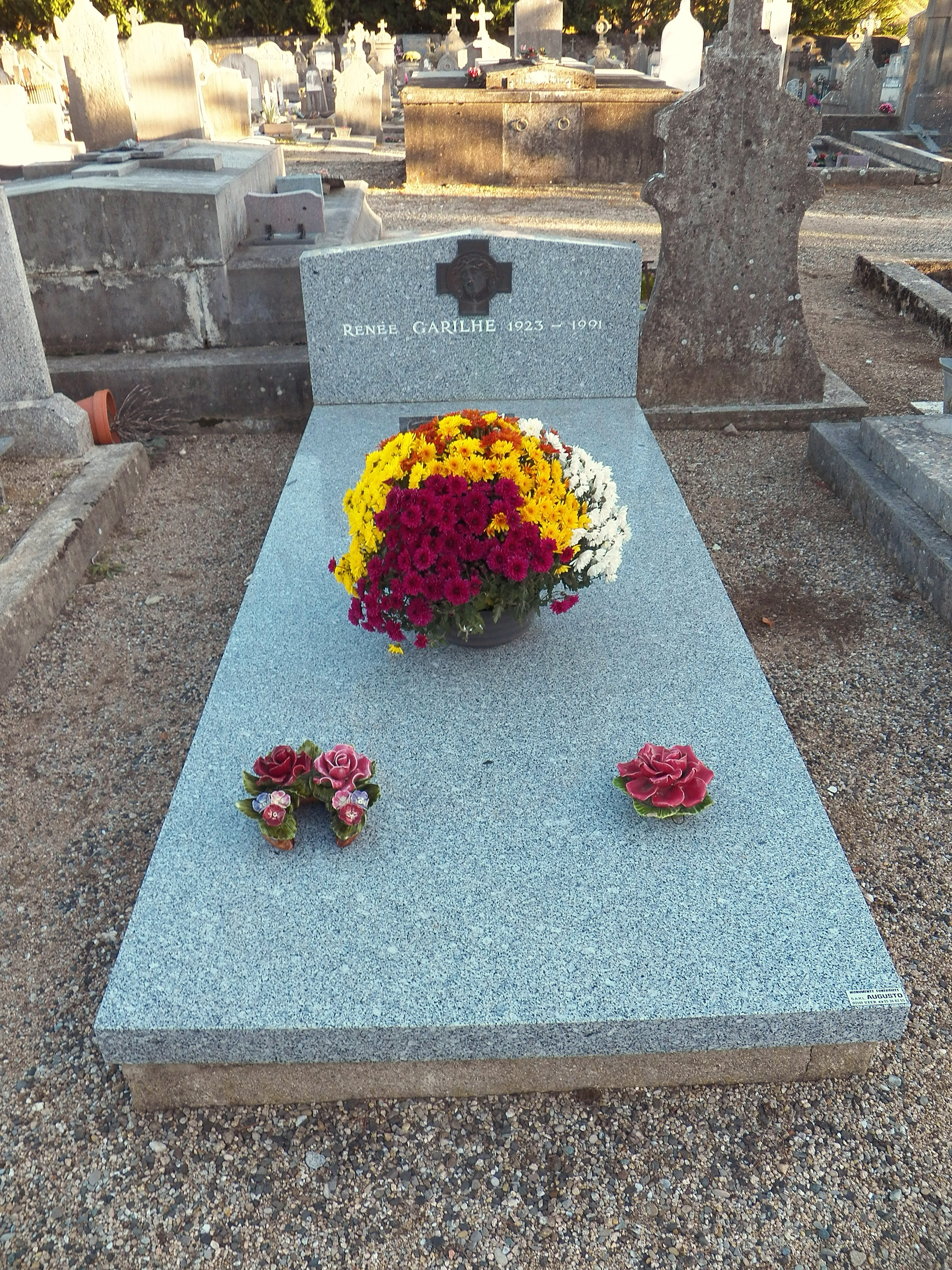
勒妮·加里耶

勒妮·加里耶（法語：Renée Garilhe，1923年6月15日—1991年7月6日），法国女子击剑运动员。她曾代表法国参加1948年、1952年、1956年和1960年夏季奥林匹克运动会击剑比赛，获得一枚铜牌。